# Опік флуоридною кислотою
Опік флуоридною кислотою — це хімічний опік від флуоридної кислоти. У місцях контакту зі шкірою виникає сильний біль, набряк, почервоніння (гіперемія) та порушення цілісності шкіри. Пари кислоти при вдиханні викликають набряк верхніх дихальних шляхів та кровотечу. Серед ускладнень: порушення водно-електролітного балансу, роботи серця, легень та неврологічні порушення.
Більшість зареєстрованих випадків трапляються при виконанні робіт, що включають контакт з флуоридною кислотою . При концентраціях менше 7% симптоми можуть проявитися лише через кілька годин, тоді як при концентраціях понад 15% симптоми проявляються майже миттєво. 
За оцінками, щороку трапляється близько тисячі випадків. Більшість постраждалих – дорослі чоловіки.
На етапі діагностування проводиться аналіз крові на кальцій, калій та магній, а також ЕКГ-дослідження.
Початкове лікування після контакту включає зняття забрудненого одягу та промивання ураженої ділянки великою кількістю води протягом щонайменше 30 хвилин. Серед наступних заходів - застосування крему з глюконатом кальцію. 